# Privateer 2: The Darkening
Privateer 2: The Darkening est un jeu vidéo de combat spatial d'abord développé dans les studios d'Electronic Arts de Manchester, puis par Origin Systems, qui a dû corriger de nombreux problèmes. Il a ensuite été édité par Electronic Arts en 1996 sur PC (initialement prévu pour DOS, une version Deluxe du jeu permet de le faire fonctionner sous Windows 95).
Présenté comme une suite de Wing Commander: Privateer, l'intrigue se déroule cependant dans une ambiance différente de celle qui caractérise la majorité des titres de la série des Wing Commander : l'histoire ne se déroule pas dans un contexte de guerre épique contre les extraterrestres Kilrathis, mais raconte les aventures d'un amnésique cherchant à recouvrer son identité ; l'action se déroule exclusivement dans le Tri-Système, une zone de l'espace comportant trois étoiles, 18 planètes (généralement spécialisées dans un domaine de production) et plusieurs stations spatiales. L'écran d'installation du jeu précise que le contexte est caractérisé par des rumeurs de guerre entre les responsables de la plus puissante organisation criminelle du moment, « la Lignée ».

## Synopsis
Lors de son atterrissage sur la planète Crius, le Canera est attaqué par deux vaisseaux non-identifiés et s'écrase. Lev Arris se réveille, amnésique, dans un hôpital : il n'a survécu à cet accident que parce qu'il était conservé dans un cryopod depuis au moins vingt ans. Pendant une séance de soin, l'hôpital de Crius est attaqué par deux équipes successives d'assassins : Lev Arris est évacué dans une navette par la première équipe, qui est éliminée par la deuxième.
L'aventure commence dans un bar louche, le Sinner's Inn, situé sur la planète Hermes : Lev Arris commence à rechercher les personnes capables de lui révéler son identité perdue, ce qui lui permettrait de savoir pourquoi tant de personnes s'intéressent à lui.

## Système de jeu
Pour découvrir « qui est vraiment Lev Arris », le joueur doit parcourir le Tri-Système ; chaque voyage, souvent ponctué d'attaques de pirates, représente une occasion de s'enrichir en commerçant ou en accomplissant les missions acceptées par le joueur.
Toute halte sur une planète s'effectue dans une zone de douane, qui permet soit de repartir directement dans l'espace, soit de rejoindre une zone de transit permettant de se déplacer sur la planète, soit accéder à une cabine reliée au « Réseau d'Échanges et de Communications » (REC). Le REC permet au joueur de consulter sa messagerie, d'acheter et de revendre des marchandises, d'entretenir son vaisseau spatial, de consulter des archives, ou de lire le bulletin d'informations qui relate les évènements qui surviennent à d'autres endroits :
- la messagerie permet de recruter un coéquipier, qui escortera le joueur le temps d'un voyage, de louer un vaisseau cargo, indispensable pour convoyer les marchandises d'un endroit à un autre, et de voir quelles missions sont disponibles ; ces missions sont très variées : escorte de vaisseau spatiaux, élimination de pirates ou d'individus bien précis, secours à apporter à une personne en détresse, traque d'un vaisseau, etc.
- l'achat et la vente des marchandises (35 au total, réparties en 7 catégories, dont une de produits prohibés) s'effectue dans une bourse d'échanges régie selon la loi de l'offre et de la demande ; les prix varient donc en fonction de la spécialisation de chaque planète ;
- l'entretien du vaisseau spatial comprend l'achat et la vente d'un autre véhicule, la réparation des dégâts subis, ou l'achat ou la revente d'équipements (lasers, missiles, ou modules spécifiques) ;
- les archives fournissent des informations complémentaires au sujet des personnes rencontrées, des planètes et des entreprises du Tri-Système, et de certains vaisseaux spatiaux.

Le jeu se contrôle au clavier et à la souris, et éventuellement à l'aide du joystick durant les combats spatiaux ; des acteurs en incrustation vidéo incarnent les personnages dans les scènes qui dévoilent progressivement l'intrigue. Une interface, appelée le PAD (Personal Access Directory), permet d'accéder aux options du jeu (charger, sauvegarder, etc.), de consulter le journal de Lev Arris, de visualiser les marchandises transportées par le cargo en cours de location, de visualiser l'équipement du vaisseau spatial actuellement utilisé, voire de recevoir des messages.

## Distribution
Rôles directement liés à l'intrigue
- Clive Owen : Lev Arris[4] (personnage incarné par le joueur)
- Hetty Barnes : docteur Janna Frevel
- John Boswall : Jan Mitorr
- Jonathan Chesterman : Angus Santana
- Steven Crossley : Hal Taffin
- Douglas Fielding : docteur Yvan Loomis
- Nick Hutchison : Hugo Carmichael
- John Hurt : Joe Kane
- Nicola Jefferies : réceptionniste de Shernikov Medical Equipment
- Derek Lea : Kronos
- Kevork Malikyan : Dimitri Avignoni
- Christopher Walken : David Hassan
- David Warner : Rhinehart

 Seconds rôles et figurants
- Stephen Bent : concierge du Gourmet galactique
- Brian Blessed : oncle Kashumai
- Liana Bridges : Louisa Philips
- Bruce Byron : officier gardien de prison
- Nadia Cameron : Bernice Barlow
- Eric Carte : Mike Vonx
- Daphne Cheung : bulletin d'information
- Nichola Cordey : officer en second
- Bob Goody : Bill Madox
- Martin Hubner : parieur no 2
- John Francis : Ralph McCloud
- Stasha French : hôtesse holographique au Gourmet Galactique
- Stephen Jenn : assassin d'Hugo Carmichael
- Nizwar Karant : membre d'équipage du vaisseau de Kronos
- Thomsa Craig : membre d'équipage du vaisseau de Kronos
- Su-Lin Looi : assassin (deuxième équipe)
- David McCallum : capitaine du Canera
- Mathilda May : Melissa Banks
- Amanda Pays : assassin (deuxième équipe)
- Tim Pearce : Reggie Bray
- Jürgen Prochnow : Xavier Shondi
- John Rowe : Alberto Fossa
- Ade Sapara : assassin (première équipe)
- Nadia Sawalha : Temessa Ames
- Nadim Sawalha: Nelson Ramirez
- Farimang Singateh : assassin (première équipe)
- Mary Tamm : tante Maria Gabriel
- Lynn Thompson : réceptionniste à l'hôpital de Crius
- John Vernon : Farquharson, Errendi « Fark »
- Don Warrington : équipage du Canera
- Jeremy Zimmerman : parieur no 1

 Voix
- Dani Behr : ordinateur de bord
- Jessica Martin : voix féminine des communications spatiales (version anglaise)
- Keith Wickham : voix masculine des communications spatiales (version anglaise)

## Accueil
Privateer 2: The Darkening a été correctement accueilli par les critiques, mais n'a pas évité les reproches de ceux qui attendaient un jeu aussi inspiré que les précédents opus de la série Wing Commander.